# Helios Suns
L'Helios Suns és un equip de bàsquet professional de Domžale a Eslovènia.
El club es va fundar el 1949. L'agost de 2014, l'equip va canviar el nom de KK Helios Domžale a Helios Suns.

## Palmarès
- Alpe Adria Cup
  - Campions (1): 2015–16
  - Finalistes (1): 2016–17
- Lliga eslovena
  - Campions (2): 2006–07, 2015–16
  - Finalistes (2): 2007–08, 2008–09
- Copa eslovena
  - Campions (1): 2007
  - Finalistes (3): 2008, 2011, 2013
- Supercopa eslovena
  - Finalistes (3): 2007, 2008, 2016